# Juan Bautista Cejas
Juan Bautista Cejas (n. La Plata, Provincia de Buenos Aires, Argentina; 6 de marzo de 1998) es un futbolista argentino. Juega de centrocampista y su equipo actual es Godoy Cruz Antonio Tomba de la Primera División de Argentina.

## Carrera

### Inicios
Cejas comenzó a jugar a los 4 años en San Martín de Tolosa con chicos un año más grande que él. Siguió su carrera en Alumni de Los Hornos para luego, en 2007, llegar a las inferiores de Estudiantes de La Plata.

### Estudiantes de La Plata
El 1 de junio de 2016, jugando para las divisiones menores, (sub-19) participó de la delegación que jugó en Malasia, la final en la cual Estudiantes de La Plata ganaría la Copa Frenz International Cup 2016 derrotando al Club Internacional de Brasil por 1 a 0.
Después de varios años en las divisiones juveniles del Pincha, El Tuta debutó el 19 de marzo de 2017, ingresando a los 25 minutos del segundo tiempo por Augusto Solari en la victoria por 1-0 sobre Patronato.
Convirtió su primer gol meses más tarde en la victoria por 1-0 contra Atlético Tucumán.

### Montevideo City Torque
Después de no tener mucha continuidad en el equipo platense, Cejas se convirtió en jugador de Torque, equipo de Uruguay, a mediados de 2019.

### Quilmes
Días después de la llegada de Juan Bautista a tierra charrúa, Cejas sería prestado a Quilmes, de la Primera Nacional.

### Arsenal de Sarandí
En agosto de 2023, se convirtió en refuerzo de  Arsenal de Sarandí, de la Primera División de Argentina, donde firmó contrato hasta diciembre de 2024.

## Selección nacional
En 2013 Cejas fue convocado para jugar la Copa México de Naciones Sub-15. Debutó el 10 de agosto en el empate ante Costa Rica por 1-1, siendo el gol argentino convertido por el Tuta.
En noviembre volvería a ser convocado con la sub-15 para disputar el Sudamericano en Bolivia. En el torneo disputó 4 partidos.
Dos años después el jugador de Estudiantes de La Plata sería convocado, esta vez para la sub-17. Jugó 6 partidos en el Sudamericano celebrado en Paraguay.

## Estadísticas

### Clubes
- Actualizado hasta el 21 de febrero de 2025.

| Estudiantes (LP) Argentina | 1.ª                 | 2016-17             | 7  | 0 | 0  | 0 | 2 | 0 | 9   | 0  | 0    |
| Estudiantes (LP) Argentina | 1.ª                 | 2017-18             | 7  | 1 | 0  | 0 | 2 | 0 | 9   | 1  | 0.11 |
| Estudiantes (LP) Argentina | 1.ª                 | 2018-19             | 2  | 0 | 0  | 0 | - | - | 2   | 0  | 0    |
| Estudiantes (LP) Argentina | Total club          | Total club          | 16 | 1 | 0  | 0 | 4 | 0 | 20  | 1  | 0.05 |
| Quilmes Argentina | 2.ª                 | 2019-20             | 9  | 0 | -  | - | - | - | 9   | 0  | 0    |
| Quilmes Argentina | Total club          | Total club          | 9  | 0 | -  | - | - | - | 9   | 0  | 0    |
| Lommel · Bélgica | 2.ª                 | 2020-21             | 14 | 2 | 1  | 0 | - | - | 15  | 2  | 0.13 |
| Lommel · Bélgica | Total club          | Total club          | 14 | 2 | 1  | 0 | - | - | 15  | 2  | 0.13 |
| Montevideo City Torque · Uruguay | 1.ª                 | 2021                | 22 | 4 | -  | - | 1 | 0 | 23  | 4  | 0.17 |
| Montevideo City Torque · Uruguay | 1.ª                 | 2022                | 22 | 1 | 2  | 0 | 2 | 0 | 26  | 1  | 0.04 |
| Montevideo City Torque · Uruguay | 1.ª                 | 2023                | 4  | 0 | 0  | 0 | - | - | 4   | 0  | 0    |
| Montevideo City Torque · Uruguay | Total club          | Total club          | 48 | 5 | 2  | 0 | 3 | 0 | 53  | 5  | 0.09 |
| Arsenal Argentina | 1.ª                 | 2023                | -  | - | 13 | 4 | - | - | 13  | 4  | 0.31 |
| Arsenal Argentina | Total club          | Total club          | -  | - | 13 | 4 | - | - | 13  | 4  | 0.31 |
| Godoy Cruz Argentina | 1.ª                 | 2024                | 8  | 0 | 14 | 0 | 2 | 0 | 24  | 0  | 0    |
| Godoy Cruz Argentina | 1.ª                 | 2025                | 2  | 0 | 0  | 0 | 0 | 0 | 2   | 0  | 0    |
| Godoy Cruz Argentina | Total club          | Total club          | 10 | 0 | 14 | 0 | 2 | 0 | 26  | 0  | 0    |
| Total en su carrera | Total en su carrera | Total en su carrera | 97 | 8 | 30 | 4 | 9 | 0 | 136 | 12 | 0.09 |
| (1) Los torneos de la liga se refieren a la Liga Profesional de Fútbol Argentino, Copa de la Superliga Argentina, Copa Diego Armando Maradona, Campeonato Uruguayo de Primera División (Apertura y Clausura) y el Torneo Intermedio. (2) Las copas nacionales se refiere a la Copa Argentina y la Copa AUF Uruguay. (3) Las copas internacionales se refiere a la Copa Libertadores de América y a la Copa Sudamericana. (4) Media de goles por encuentro. No incluye goles en partidos amistosos. |                     |                     |    |   |    |   |   |   |     |    |      |

### Selección
| Selección     | Año           | Amistosos | Amistosos | Eliminatorias | Eliminatorias | Mundial | Mundial | Copa América | Copa América | Sudamericano | Sudamericano | Copa México | Copa México | Preolímpico | Preolímpico | Juegos Olímpicos | Juegos Olímpicos | Total | Total | Media goles |
| Selección     | Año           | PJ        | G         | PJ            | G             | PJ      | G       | PJ           | G            | PJ           | G            | PJ          | G           | PJ          | G           | PJ               | G                | PJ    | G     | Media goles |
| ------------- | ------------- | --------- | --------- | ------------- | ------------- | ------- | ------- | ------------ | ------------ | ------------ | ------------ | ----------- | ----------- | ----------- | ----------- | ---------------- | ---------------- | ----- | ----- | ----------- |
| Sub-15        | 2013          | -         | -         | -             | -             | -       | -       | -            | -            | 4            | 0            | 4           | 1           | -           | -           | -                | -                | 8     | 1     | 0.13        |
| Sub-15        | Total         | -         | -         | -             | -             | -       | -       | -            | -            | 4            | 0            | 4           | 1           | -           | -           | -                | -                | 8     | 1     | 0.13        |
| Sub-17        | 2015          | -         | -         | -             | -             | -       | -       | -            | -            | 6            | 0            | -           | -           | -           | -           | -                | -                | 6     | 0     | 0           |
| Sub-17        | Total         | -         | -         | -             | -             | -       | -       | -            | -            | 6            | 0            | -           | -           | -           | -           | -                | -                | 6     | 0     | 0           |
| Total carrera | Total carrera | -         | -         | -             | -             | -       | -       | -            | -            | 10           | 0            | 4           | 1           | -           | -           | -                | -                | 14    | 1     | 0.07        |

## Palmarés

### Campeonatos internacionales
| Título                         | Selección        | Sede      | Año  |
| ------------------------------ | ---------------- | --------- | ---- |
| Copa México de Naciones Sub-15 | Argentina sub-15 | México DF | 2013 |

| Competición                  | Equipo                         | Sede    | Resultado |
| ---------------------------- | ------------------------------ | ------- | --------- |
| Frenz International Cup 2016 | Estudiantes de La Plata Sub-19 | Malasia | Campeón   |

## Redes sociales
- Instagram

- Datos: Q19339573